# Яллоу, Хассан Бубакар
Хассан Бубакар Яллоу (англ. Hassan Bubacar Jallow; род. 14 августа 1951, Bansang, Центральная Река) — гамбийский государственный и политический деятель. Занимает должность главного судьи Гамбии с февраля 2017 года. С 2003 по 2015 год был обвинителем Международного трибунала по Руанде (МУТР) и обвинителем Международного остаточного механизма для уголовных трибуналов (МИКТ) с 2012 по 2016 год, заместителем Генерального секретаря ООН. С 1984 по 1994 год занимал должность министра юстиции и генерального прокурора Гамбии при президенте Дауде Джаваре.

## Биография

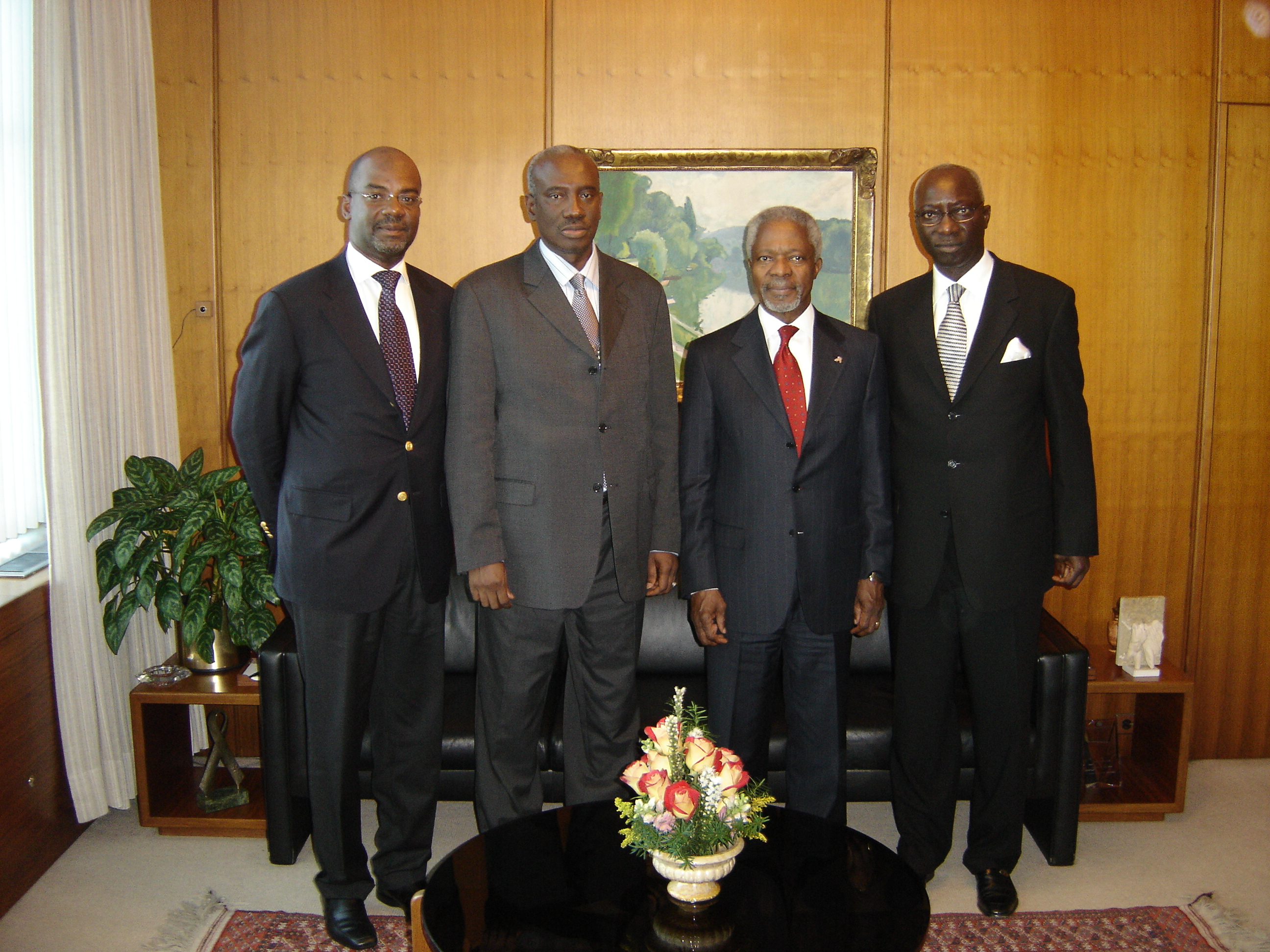
Хассан Бубакар Яллоу вместе с Чарльз Адеогун-Филлипс, Кофи Аннаном и Адамом Диенгом в 2006 году.

Родился в Бансанге, Британская Гамбия, 14 августа 1951 года. Являлся сыном Абубакара Яллоу (скончался в 1997 году), имама и исламского учёного. Учился в средней школе Сент-Августина в Банжуле с 1963 по 1969 год и в средней школе Гамбии с 1969 по 1971 год. В 1973 году поступил в Университете Дар-эс-Салама, Танзания, который окончил в 1976 году. Стал работать барристером в Нигерии в 1977 году, после обучения в юридической школе в Лагосе. Получил степень магистра международного публичного права в Университетском колледже Лондона в 1979 году.
В 1977 году вошел в коллегию адвокатов Гамбии и Нигерии. Был зачислен в качестве барристера и солиситора верховных судов Гамбии и Нигерии. Работал государственным обвинителем в Генеральной прокуратуре Гамбии с 1977 по 1982 год и какое-то время был главным государственным прокурором. Также исполнял обязанности генерального регистратора, отвечая за регистрацию компаний, патентов, товарных знаков. В это время также работал экспертом по правовым вопросам в Организации африканского единства и был одним из экспертов-разработчиков Африканской хартии прав человека и народов, принятой в 1981 году.
В 1982 году был назначен генеральным солиситором, а также генеральным прокурором и министром юстиции в июле 1984 года. Был отстранен от этой должности после военного переворота под руководством Яйя Джамме в июле 1994 года. С 1989 по 1994 год занимал должность председателя Африканского центра исследований демократии и прав человека в Банжуле.
С декабря 1998 года по июль 2002 года занимал должность судьи Верховного суда Гамбии. Также работал в Международном трибунале по Руанде (МУТР) и Международного трибунала по бывшей Югославии (МТБЮ). Работал в Содружестве наций в должности председателя правительственной рабочей группы экспертов по правам человека и в должности судьи Арбитражного трибунала Содружества. В июле 2002 года был внезапно отстранен от должности в судебной системе без объяснения причин, но, вероятно, это было связано с известным, но спорным решением Верховного суда по делу Усмана Сабаллы.
В 2002 году был назначен Генеральным секретарём ООН Кофи Аннаном судьей Апелляционной палаты Специального суда по Сьерра-Леоне и занимал эту должность до 2003 года. В 2003 году Кофи Аннан назначил его заместителем Генерального секретаря ООН и прокурором Международного трибунала по Руанде (МУТР). Был утвержден на этой должности Советом Безопасности ООН, сменив Карлу Дель Понте 15 сентября 2003 года. Стал первым прокурором МУТР, который не был также прокурором Международного уголовного трибунала по бывшей Югославии. Его мандат был продлен Советом Безопасности ООН в 2007 и 2011 годах.
1 марта 2012 года был также назначен заместителем Генерального секретаря Организации Объединённых Наций и прокурором Международного остаточного механизма для уголовных трибуналов сроком на четыре года. Был членом Независимой экспертной группы по реагированию ООН на обвинения в сексуальном насилии со стороны иностранных вооружённых сил в Центральноафриканской Республике вместе с Мари Дешам и Ясмин Сука. По завершении срока полномочий Генеральный секретарь ООН Пан Ги Мун похвалил его как «способствующего успешному выполнению мандата [МУТР] и эффективному проведению работы Канцелярии обвинителя». В 2015 году Чарльз Чернор Яллоу из Флоридского международного университета и Альхаги Маронг из Международного трибунала ООН по Руанде высоко оценили его службу в исследовательской работе.
15 февраля 2017 года был приведен к присяге в должности главного судьи Гамбии после его назначения новоизбранным президентом Гамбии Адамом Бэрроу. На церемонии он сказал: «Я неоднократно слышал, как президент подтверждает свою приверженность судебной системе и ее эффективности. Эта декларация, исходящая от канцелярии президента о сохранении независимости судебной власти, действительно является очень обнадеживающей и отличной отправной точкой для нового главного судьи».
В 2020 году участвовал в независимом расследовании (под руководством Мэри Робинсон), в результате которого с президента Африканского банка развития Акинвуми Адесины были сняты обвинения в коррупции.